# Hugo Luciano González
Hugo Luciano González (Concepción del Uruguay, Provincia de Entre Ríos, Argentina, 9 de agosto de 1980) es un futbolista argentino que juega como defensor en Real Potosí de la Primera División de Bolivia.

## Clubes
| Club                                         | País      | Año             | PJ  | Anotado |
| -------------------------------------------- | --------- | --------------- | --- | ------- |
| Gimnasia y Esgrima de Concepción del Uruguay | Argentina | 2002 - 2005     | 84  | 1       |
| San Martín de Tucumán                        | Argentina | 2005 - 2007     |     |         |
| Boca Unidos                                  | Argentina | 2007            | 7   | 0       |
| Almirante Brown                              | Argentina | 2008 - 2009     | 18  | 1       |
| Unión Sunchales                              | Argentina | 2009 - 2011     | 53  | 0       |
| Santamarina                                  | Argentina | 2011 - 2012     | 29  | 1       |
| San Martín de Tucumán                        | Argentina | 2012 - 2013     |     |         |
| Central Norte de Salta                       | Argentina | 2013            | 10  | 0       |
| Racing de Córdoba                            | Argentina | 2014            | 15  | 0       |
| Gimnasia y Esgrima de Concepción del Uruguay | Argentina | 2014            |     |         |
| Concepción FC                                | Argentina | 2015            | 28  | 3       |
| San Martín de Tucumán                        | Argentina | 2016 - presente |     |         |
| Total                                        |           |                 | 380 | 26      |

- Sólo se cuentan los goles en Competencias oficiales
- Los partidos jugados hacen referencia a los partidos como titular. En el caso de haber jugado más de 30 minutos se sumará hasta llegar a los 90